# Lichtenstein (Saxônia)
Lichtenstein é um município da Alemanha, situado no distrito de Zwickau, no estado da Saxônia. Tem 15,48 km² de área, e sua população em 2019 foi estimada em 11.177 habitantes.